# Maniwa
Maniwa (真庭市 Maniwa-shi?) este un municipiu din Japonia, prefectura Okayama.